# Куп Хрватске у фудбалу
Куп Хрватске у фудбалу (хрв. Hrvatski nogometni kup) је фудбалско такмичење у Хрватској које се одржава сваке године. Други је по значају после титуле првака ХНЛ.
Куп се игра од 1992. године и играју га 48 клубова, на основу разних критеријума учествује:
1. — 16 екипа са највећим коефицијентом у купском такмичењу у претходних пет година.
2. — 21 екипа победника такмичења за Жупанијски куп
3. — 11 екипа финалиста Жупанијског купа из 11 жупанијских фудбалских савеза са највећим бројем регистрованих фудбалских клубова.
Екипе под бројевима 2. и 3. играју једно коло предтакмичења. Победници ових утакмица заједно са 16 клубова под бројем 1. играју у шеснаестини финала купа.
Утакмице у предтакмичењу, шеснаестини и осмини финала играју се по једноструком куп систему (једну утакмицу), а од четвртфинала по двоструком куп систему (две утакмице).
Победник у утакмицама које се играју по једноструком куп систему је победник је екипа која постигне више голова. Ако се утакмица у регуларном времену заврши нерешено играју се продужеци 2 x 15 минута, а ако и тај део заврши нерешено изводе се једанаестерци.
У утакмицама које се играју по двоструком куп систему победник је екипа која укупно у обе утакмице постигне више голова. Ако је резултат нерешен победник је екипа која је постигла више голова у гостима. Ако су екипе и ту једнаке изводе се једанаестерци.

## Освајачи купа и финалисти

### Бановина Хрватска
Такмичење се звало Хрватски куп, али је било такмичење свих екипа чланица Хрватског ногометног савеза и није било ограничено границама Хрватске бановине
- 1940/41.:Такмичење није завршено - дошло се до полуфинала. Такмичење је прекинуто у фебруару, због почетка другог дела хрватског првенства. Завршетком првенства је требало да се настави такмичење, али је Други светски рат то онемогучио.

### Независна Држава Хрватска
Освајачи купа у НДХ:
| 1941. | Грађански Загреб | 2-2, 6-2 | Конкордија Загреб |

### Република Хрватска
Освајачи купа у Републици Хрватској
| Сезона   | Освајач купа   | Резултат финала     | Финалиста         |
| 1992.    | Инкер Запрешић | 1:1, 1:0            | Динамо Загреб     |
| 1992/93. | Хајдук Сплит   | 4:1, 1:2            | Динамо Загреб     |
| 1993/94. | Динамо Загреб  | 2:0, 0:1            | Ријека            |
| 1994/95. | Хајдук Сплит   | 3:2, 1:0            | Динамо Загреб     |
| 1995/96. | Динамо Загреб  | 2:0, 1:0            | Вартекс Вараждин  |
| 1996/97. | Динамо Загреб  | 2:1                 | Загреб            |
| 1997/98. | Динамо Загреб  | 1:0, 2:1            | Вартекс Вараждин  |
| 1998/99. | Осијек         | 2:1                 | Цибалија Винковци |
| 1999/00. | Хајдук Сплит   | 2:0, 0:1            | Динамо Загреб     |
| 2000/01. | Динамо Загреб  | 2:0, 1:0            | Хајдук Сплит      |
| 2001/02. | Динамо Загреб  | 1:1, 1:0            | Вартекс Вараждин  |
| 2002/03. | Хајдук Сплит   | 1:0, 4:0            | Истра 1961        |
| 2003/04. | Динамо Загреб  | 1:1, 0:0            | Вартекс Вараждин  |
| 2004/05. | Ријека         | 2:1, 1:0            | Хајдук Сплит      |
| 2005/06. | Ријека         | 4:0, 1:5            | Вартекс Вараждин  |
| 2006/07. | Динамо Загреб  | 1:0, 1:1            | Славен Белупо     |
| 2007/08. | Динамо Загреб  | 3:0, 0:0            | Хајдук Сплит      |
| 2008/09. | Динамо Загреб  | 3:0, 0:3 пен. (4:3) | Хајдук Сплит      |
| 2009/10. | Хајдук Сплит   | 2:1, 2:0            | Шибеник           |
| 2010/11. | Динамо Загреб  | 5:1, 3:1            | Вартекс Вараждин  |
| 2011/12. | Динамо Загреб  | 0:0, 3:1            | Осијек            |
| 2012/13. | Хајдук Сплит   | 2:1, 3:3            | Локомотива Загреб |
| 2013/14. | Ријека         | 1:0, 2:0            | Динамо Загреб     |
| 2014/15. | Динамо Загреб  | 0:0 пен. (4:2)      | Сплит             |
| 2015/16. | Динамо Загреб  | 2:1                 | Славен Белупо     |
| 2016/17. | Ријека         | 3:1                 | Динамо Загреб     |
| 2017/18. | Динамо Загреб  | 1:0                 | Хајдук Сплит      |
| 2018/19. | Ријека         | 3:1                 | Динамо Загреб     |
| 2019/20. | Ријека         | 1:0                 | Локомотива Загреб |
| 2020/21. | Динамо Загреб  | 6:3                 | Истра 1961        |
| 2021/22. | Хајдук Сплит   | 3:1                 | Ријека            |
| 2022/23. | Хајдук Сплит   | 2:0                 | Шибеник           |
| 2023/24. | Динамо Загреб  | 0:0, 3:1            | Ријека            |
| 2024/25. | Ријека         | 1:1, 1:0            | Славен Белупо     |

### Успешност клубова
| Клуб              | Освајач купа                                                                                          | Финалиста                                 | Укупно финала |
| Динамо Загреб     | 1994, 1996, 1997, 1998, 2001, 2002, 2004, 2007, 2008, 2009, 2011, 2012, 2015, 2016, 2018, 2021, 2024. | 1992, 1993, 1995, 2000, 2014, 2017, 2019. | 24            |
| Хајдук Сплит      | 1993, 1995, 2000, 2003, 2010, 2013, 2022, 2023.                                                       | 2001, 2005, 2008, 2009, 2018.             | 13            |
| Ријека            | 2005, 2006, 2014, 2017, 2019, 2020, 2025.                                                             | 1994, 2022, 2024                          | 10            |
| Осијек            | 1999.                                                                                                 | 2012.                                     | 2             |
| Интер Запрешић    | 1992.                                                                                                 |                                           | 1             |
| Вараждин          | | 1996, 1998, 2002, 2004, 2006, 2011.       | 6             |
| Славен Белупо     | | 2007, 2016, 2025.                         | 3             |
| Локомотива Загреб | | 2013, 2020.                               | 2             |
| Истра 1961        | | 2003, 2021.                               | 2             |
| Шибеник           | | 2010, 2023.                               | 2             |
| Загреб            | | 1997.                                     | 1             |
| Цибалија Винковци | | 1999.                                     | 1             |
| Сплит             | | 2015.                                     | 1             |